# G.I. Blues (album)
G.I. Blues er et album fra oktober 1960 med Elvis Presley, udgivet af RCA med nummeret RCA LPM/LSP-2256. (LPM/LSP er RCA's angivelse af, om albummet er indspillet i hhv. Mono eller Stereo).
Albummet, i form af en LP, kom på gaden samtidig med Presley-filmen G.I. Blues og lå på hitlisten i USA i 111 uger i træk.

## Personerne bag albummet
Folkene bag LP'en er:
- Joseph Lilley, producer
- Hal Wallis, producer
- Elvis Presley, sang
- Scotty Moore, guitar
- Tiny Timbrell, guitar
- Neil Mathews, guitar
- Dudley Brooks, klaver
- Ray Siegel, bas
- D.J. Fontana, trommer
- Frank Bode, trommer
- Bernie Mattinson, trommer
- Bob Moore, bas
- Jimmie Haskell, harmonika
- Hoyt Hawkins, tambourin
- The Jordanaires, kor

## Sangene
Albummets 11 sange blev alle indspillet i perioden 27. april – 6. maj 1960 hos Radio Recorders i Hollywood og i RCA's studier. Alle sangene blev sunget af Elvis Presley.
LP'en blev – ligesom filmen – lavet i to forskellige versioner, en til det amerikanske marked og en til det europæiske. Det skyldtes nogle problemer med rettighederne til "Tonight Is So Right For Love", som forhindrede, at dette nummer blev udsendt i Europa, og der blev i stedet lavet en anden sang, der kunne udfylde pladsen, nemlig "Tonight's All Right For Love".
"Tonight Is So Right For Love" er af Sid Wayne og Abner Silver og er baseret på "Barcarolle" fra operaen 'Hoffmanns Eventyr' af Jacques Offenbach. Den blev indspillet den 27. april 1960 i Hollywood og blev udsendt på den amerikanske udgave af LP'en G.I.Blues.
"Tonight's All Right For Love" er en komposition af Sid Wayne, Abner Silver og Joe Lilley og er baseret på "Tales From The Vienna Woods" af Johann Strauss d. y.. Den blev indspillet i Hollywood den 6. maj 1960. Den blev kun udsendt i Europa indtil den kom på LP'en Elvis – A Legendary Performer, vol. 1, der udkom i januar 1974 over hele verden.
LP'en indeholdt flg. numre:

### Side 1
- "Tonight's All Right For Love" ~ "Tonight Is So Right For Love" (se ovenfor)
- "What's She Really Like" (Wayne, Silver)
- "Frankfort Special" (Wayne, Sherman Edwards)
- "Wooden Heart" (Ben Weisman, Fred Wise, Kay Twomey, Bert Kaempfert)
- "G.I. Blues" (Sid Tepper, Roy C. Bennett)

### Side 2
- "Pocketful Of Rainbows" (Ben Weisman, Fred Wise)
- "Shoppin' Around" (Aaron Schroeder, Tepper, Bennett)
- "Big Boots" (Wayne, Edwards)
- "Didja' Ever" (Wayne, Edwards)
- "Blue Suede Shoes" (Carl Perkins)
- "Doin' The Best I Can" (Doc Pomus, Mort Shuman)

Filmens – og LP'ens – version af "Blue Suede Shoes" er en nyindspilning af det gamle Carl Perkins-nummer fra 1955, som Elvis første gang indspillede i RCA-studierne i New York den 30. januar 1956 og så genindspillede i Hollywood i april 1960 til brug i G.I. Blues. Derudover blev der gennem årene udsendt adskillige koncertversioner af "Blue Suede Shoes" med Elvis Presley.
Den af sangene fra filmen, som er bedst kendt i Danmark, er ubetinget "Wooden Heart" ("Muss I Denn"), som umiddelbart efter kom i en dansk version, "Hvis jeg må", med Gustav Winckler. "Wooden Heart" er baseret på den gamle tyske folkesang "Muss I Denn Zum Stadtele Hinaus". Presley indspillede sangen i Hollywood den 28. april 1960.
"Pocketful Of Rainbows" synges under en tur i gondol nr. 76 i svævebanen Seilbahn Rüdesheim, der går fra Rüdesheim ved Rhinen til Niederwalddenkmal, der ligger højt over byen.

## Grammy-nomineringer
Albummet/Soundtracket G.I. Blues blev i 1961 nomineret til to Grammy Awards, den ene i kategorien 'Best Soundtrack from Motion Picture', og den anden i kategorien 'Male Vokal Performance – Album'. Ingen af nomineringerne udløste dog en Grammy.